# Aysu Türkoğlu
Aysu Türkoğlu (geb. 2. Mai 2001) ist eine türkische Schwimmerin, die sich auf Freiwasserschwimmen spezialisiert hat. Bis 2024 hatte sie drei der Langstreckenschwimmherausforderungen der Ocean’s Seven absolviert.

## Sportliche Karriere
Aysu Türkoğlu begann im Alter von sieben Jahren im Bodrum Swimming Club zu schwimmen, inspiriert von ihrer älteren Schwester Aynur, die als Schwimmerin auf nationaler Ebene an Wettkämpfen teilnahm.
In den Jahren zwischen 2015 und 2017 trat sie in allen vier Schwimmstilen über alle unterschiedlichen Distanzen im Becken teil. Obwohl sie in ihren Altersklassen erfolgreich war, dachte sie, dass sie „beim Sprintschwimmen im Becken nicht schnell genug sei“ („she was not fast enough in sprint swimming in pool“), und entschied sich daher für Freiwasserschwimmen.
2016, als sie in der 9. Klasse war, schwamm sie zum ersten Mal bei einem schulübergreifenden Langstreckenschwimmwettbewerb in İçmeler, Marmaris, Provinz Muğla, und wurde Meisterin im 6-km-Schwimmen. Im Jahr 2018 betrieb sie eine Zeit lang Triathlon. Sie entschied sich jedoch auf Dauer für das Ausdauerschwimmen.

## Freiwasserschwimmen
Sie gewann mehrere Titel in den 1,5 km-, 3 km- und 10 km-Läufen bei den Marathon Masters Winter Championships und einigen lokalen Freiwasserturnieren zwischen 2017 und 2021.
In der Nacht vom 29. auf den 30. Juli 2022 durchschwamm Türkoğlu im Rahmen der Oceans Seven-Serie den Ärmelkanal von England nach Cap Gris-Nez in Frankreich in einer Zeit von 16:28 als jüngste Schwimmerin.
Als erste türkische Frau und jüngste türkische Schwimmerin bewältigte sie am 19. August 2022 in einer Zeit von 11:48:19 Stunden den 42 Kilometer langen Nordkanal zwischen Irland und Schottland, eine weitere Strecke der Oceans Seven.
Bei den International Aquamasters Open Water Swimming Championships im Oktober in Bodrum und im November 2022 in Marmaris wurde sie Meisterin in den 2-km-, 3-km- und 5-km-Strecken.
Am 20. März 2024 schwamm sie die etwa 27 km (17 mi) lange Cookstraße in Neuseeland, eine weitere Strecke der Oceans Seven, in einer Zeit von 7:21:40 h.

## Familie
Aysu Türkoğlu wurde am 2. Mai 2001 als Tochter von Mustafa Türkoğlu, einem pensionierten Bootsbauer, und seiner Gattin Yurdagül, einer Angestellten, im Bezirk Bodrum in der Provinz Muğla im Südwesten der Türkei geboren. Ihre ältere Schwester Aynur ist ebenfalls Schwimmerin.
Türkoğlu erhielt ihre Schulbildung zunächst an der Cumhuriyet Primary School dann ging sie an die Merkez Turgutreis Middle School und die Turgutreis Hayırlı Sabancı Anatolian High School. Nach dem Abschluss an der Bodrum Fen Bilimleri High School ging sie an die Ege Üniversitesi in İzmir.